# Santa Rosa Creek
Santa Rosa Creek – długi na 35 km potok w hrabstwie Sonoma, w Kalifornii (USA); wypływa z Mount Hood i uchodzi do mokradła Laguna de Santa Rosa przez kanał przeciwpowodziowy Santa Rosa Flood Control Channel.